# Krystyna Juchniewicz
Krystyna Juchniewicz (ur. 17 czerwca 1931 w Warszawie) – polska biolożka, specjalizująca się w paleobotanice, w szczególności analizie nabłonkowej roślin kopalnych. Przez większość kariery zawodowej związana z Muzeum Ziemi Polskiej Akademii Nauk w Warszawie.

## Życiorys
Urodziła się 17 czerwca 1931 roku w Warszawie jako córka Aurelii z Kumatowskich i Zygmunta Juchniewicza, inżyniera leśnika, absolwenta Wyższej Szkoły Lasowej we Lwowie. Ojciec był wówczas nadleśniczym i zarządzał lasami Sękocińskimi pod Warszawą, gdzie pracował do końca II wojny światowej. Nauki pobierała początkowo w domu, a następnie w Gimnazjum i Liceum Heleny Miklaszewskiej w Łodzi. Maturę zdała w 1948 roku w XVI Państwowym Gimnazjum i Liceum Żeńskim w Łodzi. 
W 1948 roku podjęła pracę w Zjednoczeniu Energetycznym Okręgu Łódzkiego jako sekretarka, gdzie pracowała do podjęcia studiów na Wydziale Biologii Państwowej Wyższej Szkoły Pedagogicznej w Łodzi w 1949 roku. Przeniosła się później na Wydział Biologii i Nauk o Ziemi Uniwersytetu Łódzkiego, na którym w 1953 roku ukończyła studia I stopnia. W latach 1954–1958 pracowała w Instytucie Badawczym Leśnictwa w Warszawie na stanowisku asystenta. 
Od 1958 roku rozpoczęła pracę dla Muzeum Ziemi Polskiej Akademii Nauk w Warszawie, przez pierwsze dwa lata pozostając na etacie Państwowego Instytutu Geologicznego. Podjęła wówczas trwające przez wiele lat badania paleobotaniczne flory kopalnej metodą analizy nabłonkowej wykonywane pod kierownictwem Hanny Czeczott, porzucając zaawansowaną już pracę magisterską z anatomii drewna. W 1961 roku na Wydziale Biologii i Nauk o Ziemi Uniwersytetu Warszawskiego obroniła pracę magisterską pt. „Epidermy niektórych gatunków roślin jednoliściennych”, którą napisała eksternistycznie pod kierunkiem prof. Henryka Teleżyńskiego. Również pod jego kierunkiem i na tym samym wydziale obroniła w 1971 roku pracę doktorską pt. „Flora kopalna Turowa w świetle analizy nabłonkowej”. W Muzeum Ziemi pracowała od 1962 roku jako starszy asystent, następnie pracownik inżynieryjno-techniczny (od 1972), starszy inżynier laboratoryjny (od 1973), adiunkt muzealny (od 1974) oraz kustosz (od 1989). Z dniem 27 września 1991 roku przeszła na emeryturę. 
W 1993 roku podjęła studia teologiczne na Papieskim Wydziale Teologicznym w Warszawie. Pracę magisterską wykonaną pod kierunkiem ks. dr hab. J Miazka obroniła w 1997 roku.

## Działalność naukowa

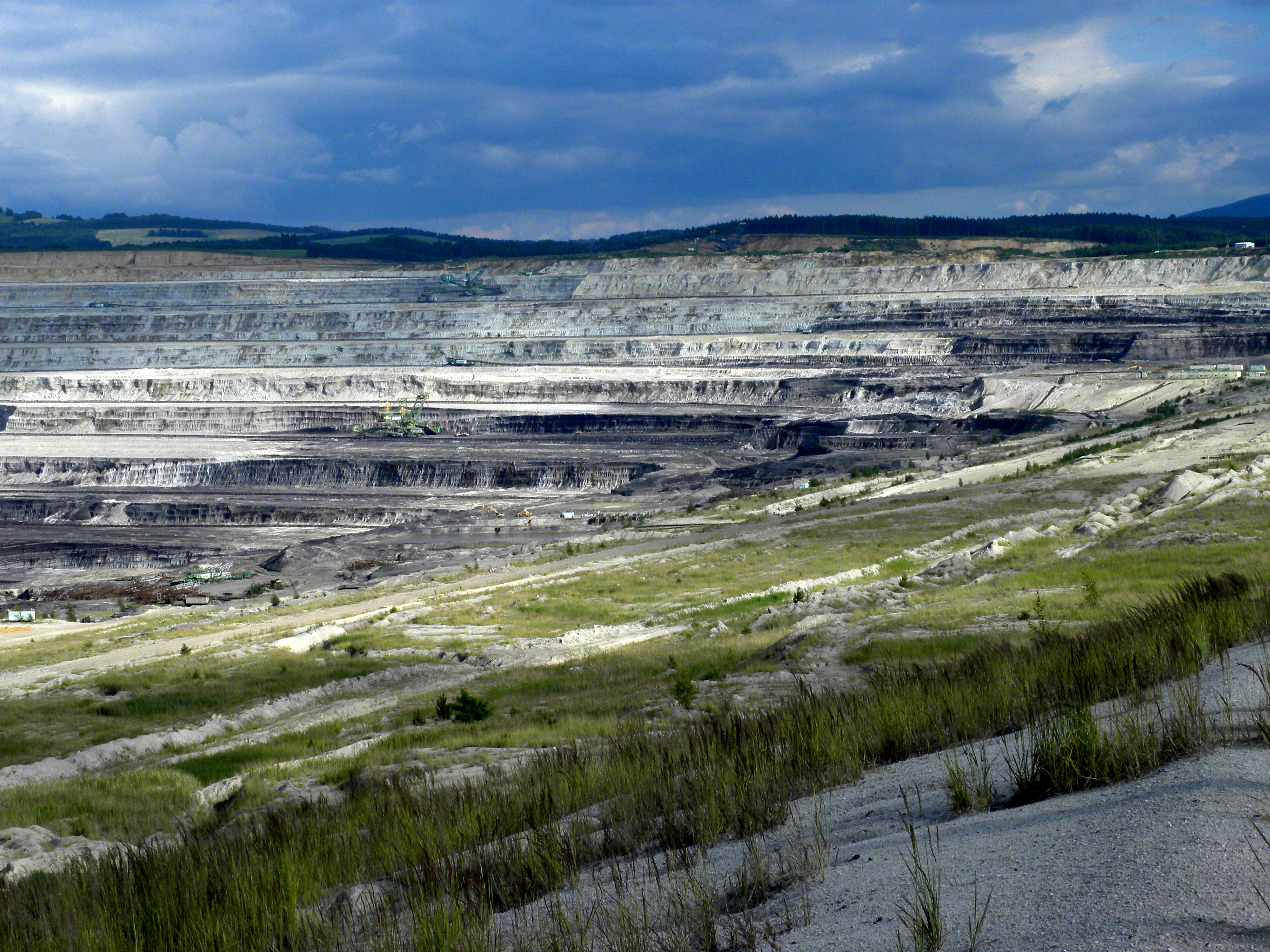
Złoża węgla brunatnego kopalni Turów

W badaniach paleobotanicznych specjalizowała się w oznaczaniu liści roślin kopalnych przy zastosowaniu analizy nabłonkowej. Rozpoczęła te nowatorskie badania w Muzeum Ziemi PAN pod kierunkiem profesor Hanny Czeczott. Wiedzę zdobywała z literatury oraz podczas pobytów w ośrodkach zagranicznych, m.in. niemieckich, wkrótce stając się autorytetem zastosowania tej metody w Polsce. Przygotowała wielką kolekcję porównawczą, na którą składało się prawie 1000 preparatów nabłonkowych roślin kopalnych i roślin współczesnych najczęściej znajdowanych w stanie kopalnym. Ułatwiało to identyfikację nowo pozyskiwanych okazów, które pochodziły głównie z kopalni węgla brunatnego w Turoszowie, gromadzone podczas licznych zespołowych ekspedycji organizowanych przez profesor Czeczott. Kolekcja uzupełniana była zbiorami z podróży i wymiany międzynarodowej z innymi paleobotanikami. Wyspecjalizowała się przy tym, wówczas jako jedyna w Polsce, w analizie nabłonkowej roślin trzeciorzędowych. Wyniki jej badań uzupełniły listę roślin miocenu Turowa o osiem nowych gatunków. W latach 1974–1976 sporządzała notatki terenowe z wyjazdów badawczych do kopalni Turów, które zachowały się w zbiorach Muzeum Ziemi.
Praca doktorska „Flora kopalna Turowa w świetle analizy nabłonkowej”, opublikowana w 1975 roku, była pierwszym i przez długi czas jedynym polskim opracowaniem paleobotanicznym opisującym drobne fragmenty liści kopalnych pochodzących z osadu. Badania tego rodzaju szczątków uzupełniają lub w ogóle pozwalają na analizę składu florystycznego w przypadku braku w materiale innego typu szczątków kopalnych roślin.
Odkrytemu przez siebie gatunkowi kopalnemu nadała nazwę Nectandrophyllum czeczottii Juchniewicz 1975 na cześć profesor Czeczott.
Angażowała się w popularyzację badań paleobotanicznych. Współtworzyła wystawy czasowe z zakresu paleobotaniki w Muzeum Ziemi PAN, a także wystawy „Z czego powstał węgiel” czy  „Rośliny lasu karbońskiego”. Opracowała część paleobotaniczną wystawy stałej Muzeum Ziemi z zakresu geologii historycznej.

### Wybrane publikacje
Wybór publikacji z zakresu paleobotaniki:
- Krystyn Juchniewicz, O metodach badania anatomicznego liści w paleobotanice, „Wiadomości Botaniczne”, 10 (2), 1966, s. 115–121.
- Krystyn Juchniewicz, Kolekcja okazów paleobotanicznych z Wiesa bei Kamenz, „Prace Muzeum Ziemi”, 10, 1967, s. 217–219.
- Krystyn Juchniewicz, Nowe dane o florze kopalnej Turowa na podstawie analizy nabłonkowej, „Kwartalnik Geologiczny”, 14 (4), 1970, s. 810–818.
- Krystyn Juchniewicz, Analiza nabłonkowa jako nowa samodzielna metoda badawcza w paleobotanice, „Przegląd Geologiczny”, 21 (11), 1973, s. 579–584.
- Krystyn Juchniewicz, Flora kopalna Turowa w świetle analizy nabłonkowej. 1. Cuticulae dispersae zawarte w iłach, „Prace Muzeum Ziemi”, 24, 1975, s. 65–132.
- Krystyn Juchniewicz, Stosunki paleohydrologiczne i geneza węgli brunatnych facji markoduriowej, „Przegląd Geologiczny”, 23 (3), 1975, s. 110–112.
- Hanna Czeczott, Krystyna Juchniewicz, Monocotyledoneae – Palmae [w:] Flora kopalna Turowa koło Bogatyni, „Prace Muzeum Ziemi”, 24, 1975, s. 57–64.
- Krystyna Juchniewicz, Autochtonia i allochtonia węgla z punktu widzenia paleobotaniki, „Przegląd Geologiczny”, 24 (1), 1976, s. 15–18.
- Krystyna Juchniewicz, Classification and identification of cuticulae dispersae of Miocene Angiosperms, „Courier Forschungsinstitut Senckenberg”, 30, 1978, s. 95–99.
- Hanna Czeczott, Krystyna Juchniewicz, Palmae II, [w:] Flora kopalna Turowa koło Bogatyni, „Prace Muzeum Ziemi”, 33, 1980, s. 23–29.
- Krystyna Juchniewicz, Flora nabłonkowa, [w:] L. Malinowska, M. Piwocki (red.), Budowa geologiczna Polski. Atlas skamieniałości przewodnich i charakterystycznych. 3a Kenozoik. Trzeciorzęd. Neogen., Warszawa: Polska Agencja Ekologiczna, 1996, s. 932–939.